# 5964 Johnjunkins
5964 Johnjunkins este o planetă minoră (asteroid), cu un diametru de 13,186 km, din centura de asteroizi. A fost descoperită pe 23 august 1990 la Observatorul Palomar de Henry E. Holt. 
Obiectul prezintă o orbită caracterizată de o semiaxă mare de 3,0557923 UAi, o excentricitate de 0,3084134, o înclinație de 3,39429 ° în raport cu ecliptica.